# Fritz Houtermans
Friedrich Georg „Fritz” Houtermans (22. ledna 1903 Gdaňsk – 1. března 1966 Bern) byl nizozemsko-rakousko-německý atomový a jaderný fyzik. Narodil se v Zoppotu poblíž Gdaňsku v tehdejším Západním Prusku, jeho otec byl nizozemský bankéř. Byl vychován ve Vídni, kde získal i vzdělání, a později se přestěhoval do Göttingenu, kde začal v 18 letech studovat. Pod vedením Jamese Francka získal doktorský titul. Houtermans udělal důležité příspěvky ke geochemii a kosmochemii.

## Vzdělávání
Houtermans začal studovat v roce 1921 na univerzitě v Göttingenu a zde získal v roce 1927 doktorát pod vedením Jamese Francka. Habilitaci dokončil pod Gustavem Hertzem na Technické univerzitě v Berlíně v roce 1932. Oba jeho vedoucí, Hertz a Franck, sdíleli Nobelovu cenu za fyziku pro rok 1925.
Při pobytu v Göttingenu se Houtermans setkal s Enrikem Fermim, Georgem Gamowem, Wernerem Heisenbergem, Wolfgangem Paulim nebo Victorem Weisskopfem. Houtermans a Gamow udělali v roce 1928 průkopnickou práci v oblasti kvantového tunelování. V roce 1929 provedl s Robertem Atkinsonem první výpočet stelární termonukleární reakce. Jejich průkopnické výpočty byly impulsem pro Carla von Weizsäckera a Hanse Betheho, kteří v roce 1939 odvodili správnou teorii generace hvězdné termonukleární energie.
Charlotte Riefenstahlová, která získala doktorát z fyziky na Univerzitě v Göttingen v roce 1927, měla nejprve vztah s Oppenheimerem, ale poté navázala vztah s Houtermansem. Vyučovala v USA, ale v roce 1930 opustila své učitelské místo na Vassar College a vrátila se do Německa. Během konferenci o fyzice v černomořském letovisku Batumi v srpnu 1930 byli Riefenstahlová a Houtermans oddáni. Jejich svědky byli Wolfgang Pauli a Rudolf Peierls. (Tři další zdroje citují rok 1931.)

## Kariéra
Od roku 1932 do roku 1933 Houtermans učil na Technické univerzitě v Berlíně, kde byl asistentem u Hertze. Zde se setkal s Patrickem Blackettem, Maxem von Laue, a Leó Szilárdem.
Houtermans byl komunista a byl členem německé komunistické strany od roku 1920. Poté, co se k moci dostal Adolf Hitler, trvala Charlotte Houtermansová na tom, že opustí Německo. Odešli do Velké Británie a usadili se poblíž Cambridge, kde Houtermans pracoval pro televizní laboratoř EMI. V roce 1935 Houtermans emigroval do Sovětského svazu na návrh Alexandra Weissberga, který emigroval tamtéž v roce 1931. Houtermans získal místo na Charkovském fyzikálně-technickém institutu a pracoval tam dva roky spolu s ruským fyzikem Valentinem P. Fominem. V době Velké čistky byl Houtermans v prosinci 1937 zatčen NKVD. Byl mučen a po 11 dnech pak 'doznal' smyšlenku, že je trockistický spiklenec a německý špion ze strachu o Charlotte. Nicméně, Charlotte již utekla ze Sovětského svazu do Dánska, poté do Anglie a nakonec do USA. Po uzavření paktu Ribbentrop–Molotov roku 1939 byl Houtermans v květnu 1940 předán Gestapu a vězněn v Berlíně. Díky snaze Maxe von Laue byl Houtermans v srpnu 1940 propuštěn, načež nastoupil na Forschungslaboratorium für Elektronenphysik, což byla privátní laboratoř Manfreda von Ardenne v Lichterfelde na předměstí Berlína. V roce 1944 získal místo jaderného fyzika ve Physikalisch-Technische Reichsanstalt.
V době jeho věznění v Sovětském svazu byl jeho spoluvězněm historik z Kyjevské univerzity Konstantin Štěppa. Později společně napsali knihu "Russian Purge and Extraction of Confession" (Ruské čistky a vynucování doznání). V knize vystupují pod pseudonymy Beck a Godin, aby chránili mnoho přátel a kolegů žijících v SSSR.
Na Forschunsinstitut Manfred von Ardenne Houtermans ukázal, že transuranové izotopy, jako je neptunium a plutonium, by mohly být použity jako štěpné palivo nahrazující uran. Houtermans poslal ze Švýcarska Eugenu Wignerovi do Metallurgical Laboratory v USA, která byla součástí projektu Manhattan, telegram s varováním: "Pospěšte si. Jsme na stopě."
Během jeho práce na Physikalisch-Technische Reichsanstalt (PTR) se dostal do vážných potíží v důsledku silného kouření a trpěl zde velkým stresem, protože neměl dost tabáku. Pokoušel se získat tabák z Makedonie pod záminkou, že by z něj mohl získat těžkou vodu, a proto je to důležité pro válečné úsilí. Nicméně dopis padl do rukou úředníka na PTR, který ho vyhodil. Werner Heisenberg a Carl von Weizsäcker se mu snažili pomoci a zařídili mu rozhovor s Walterem Gerlachem, zmocněncem pro německý jaderný výzkum v rámci Říšské rady pro výzkum. Výsledkem bylo přestěhování Houtermanse do Göttingen v roce 1945, kde získal místo na Institut für Theoretische Physik a II. Physikalisches Institut der Universität Göttingen.
Od roku 1952 byl Houtermans řádným profesorem fyziky na Univerzitě v Bernu. Během jeho funkčního období založil mezinárodně uznávanou Berner Schule, jejímž cílem bylo použití radioaktivity v astrofyzice, kosmochemii a geologii.

## Osobní
Houtermans měl velký smysl pro humor. Mnozí jeho kolegové na to poukazovali a jeden z nich, Haro von Buttlar, vydal sebrané příběhy s Houtermansem v knize o více než 40 stranách. V jednom příběhu vysvětluje, proč bylo sedm velmi talentovaných vědců 20. století, Theodore von Kármán, George de Hevesy, Michael Polanyi, Leó Szilárd, Eugene Wigner, John von Neumann, a Edward Teller, všichni maďarské národnosti. Podle Houtermanse jsou to Marťané, kteří se bojí, že je prozradí jejich přízvuk, a tak se maskují jako Maďaři, tedy lidé neschopni mluvit žádným jazykem, pouze maďarsky bez přízvuku.
Houtermans byl čtyřikrát ženatý. Charlotte byla jeho první a třetí žena ze čtyř manželství. Měli spolu dvě děti, dceru Giovannu (narozenou v Berlíně 1932) a syna Jana (narozeného v Charkově 1935); poprvé byli rozvedeni v roce 1943 v důsledku nového zákona v Německu. V únoru 1944 se Houtermans oženil s Ilse Bartzovou, chemickou inženýrkou, s níž pracoval během války a vydal s ní knihu. Houtermans a Ilse měli tři děti: Pietera, Elsu, a Cornelii. V srpnu 1953 si znovu vzal Charlotte, ale rozvedli se v průběhu několika měsíců. V roce 1955 se oženil s Lore Müller, sestrou svého nevlastního bratra Hanse. V té době měla Lore čtyři roky starou dceru a s Houtermansem měla syna Hendrika, narozeného v roce 1956.
Houtermans zemřel na rakovinu plic dne 1. března 1966.

## Interní zpráva
Následující bylo publikováno v Kernphysikalische Forschungsberichte, interní publikaci německého Uranverein. Zprávy v této publikaci byly klasifikovány jako přísně tajné, měly velmi omezené distribuce a autoři si nesměli uchovávat kopie. Zprávy byly zabaveny v rámci Spojenecké Operace Alsos a poslány do Komisi pro atomovou energii Spojených států. V roce 1971 byly zprávy byly odtajněny a vrátily se do Německa. Zprávy jsou k dispozici v Karlsruhe Nuclear Research Centrum a American Institute of Physics.
- Fritz Houtermans Zur Frage der Auslösung von Kern-Kettenreaktionen. G-94.[43]

## Knihy
- Beck, F. and Godin, W. Russian Purge and the Extraction of Confession (Hurst and Blackett, 1951). Houtermans and Konstantine F. Shteppa[23]
- Houtermans, F.G., Über ein neues Verfahren zur Durchführung chemischer Altersbestimmungen nach der Blei-Methode (Springer, 1951)
- Houtermans, Fritz, Publikationen von Friedrich Georg Houtermans aus den Jahren 1926–1950 (Zusammengestellt im Physikalischen Institut Universität Bern, 1955)
- Geiss, J. and E. D. Goldberg and F. G. Houtermans, Earth Science and Meteoritics, věnováno F. G. Houtermansovi k 60. narozeninám (North Holland, 1963)
- Amaldi, E., The Adventurous Life of Friedrich Georg Houtermans, Physicist (1903–1966), S. Braccini, A. Ereditato, P. Scampoli Eds. (SpringerBriefs in Physics, 2010)